# Питешти
Пите́шть (рум. Pitești) — город в Румынии, в регионе Валахия, административный центр жудеца Арджеш. Население — 155,3 тыс. жителей (2011).
Первое упоминание о городе относится к 1388 году.
Питешти называют также «городом тюльпанов» — данный цветок изображён на гербе города. С 1978 года в городе проводится ежегодный цветочный фестиваль «Симфония тюльпанов».
Питешть — важный экономический центр Румынии. В начале 1968 году французской компанией Renault здесь построен автомобильный завод, который начал выпускать автомобили модели Dacia 1100. Действуют несколько заводов по производству автомобильных запчастей — Dräxlmaier Group, Lear Corporation, Valeo. 
С 1964 по 2012 год в городе действовал нефтеперерабатывающий завод Arpechim (рум.). В 2012 году деятельность завода была окончательно прекращена под предлогом защиты окружающей среды от факторов загрязнения.

## Достопримечательности
- Церковь Георгия Победоносца (1656)
- Церковь Успения Пресвятой Богородицы (1818)
- Церковь Параскевы Сербской (деревянная)
- Церковь Параскевы Пятницы (1904—1908)
- Церковь Святых Князей (1752)

## Известные уроженцы
- В 1882 году в Питеште родился Ион Антонеску, румынский диктатор в 1940—1944 годах.
- Александру Кирицеску (1888—1961) — румынский драматург и прозаик.
- Петреску, Костин (1872—1954)  — румынский художник, дизайнер.

## Города-побратимы
Питешть является городом-побратимом следующих городов:
- Крагуевац, Сербия (1970)
- Казерта, Италия (1972)
- Сумгаит, Азербайджан[1]
- Спрингфилд, США (2000)
- Бурленге, Швеция (2001)
- Быдгощ, Польша (2007)
- Тинарло, Нидерланды (2008)
- Гюмри, Армения (2010)